# Lyasen
Lyasen sind Enzyme der vierten Enzymklasse laut der systematischen Nomenklatur der Enzymkommission der International Union of Biochemistry (IUB) und katalysieren eine Molekülspaltung. Lyasen kommen in allen Lebewesen vor. Das Reaktionsschema:
{\displaystyle \mathrm {A{-}B\rightarrow A+B} }
Lyasen erzeugen eine nicht-hydrolytische Spaltung eines Moleküls in zwei Produkte, meist unter Bildung einer Doppelbindung oder einer Ringstruktur.

## Klassifikation
Lyasen sind im EC-Nummern-Klassifikationssystem unter EC 4.-.-.- kategorisiert. Danach werden Lyasen weiter unterteilt je nachdem, welche Art von Bindung gespalten wird:
| Nummer     | Bindung           | Beispiel               |
| ---------- | ----------------- | ---------------------- |
| EC 4.1.-.- | C-C-Bindung       | Aldolase               |
| EC 4.2.-.- | C-O-Bindung       | Fumarase               |
| EC 4.3.-.- | C-N-Bindung       | Argininosuccinat-Lyase |
| EC 4.4.-.- | C-S-Bindung       | Cystathionin-β-Lyase   |
| EC 4.5.-.- | C-Halogen-Bindung | DDT-Dehydrochlorinase  |
| EC 4.6.-.- | P-O-Bindung       | Adenylylcyclasen       |
| EC 4.7.-.- | C-P-Bindung       |                        |

## Andere Enzymklassen
- Oxidoreduktasen (EC 1.-.-.-)
- Transferasen (EC 2.-.-.-)
- Hydrolasen (EC 3.-.-.-)
- Isomerasen (EC 5.-.-.-)
- Ligasen (EC 6.-.-.-)